# Mystery to Me
Mystery to Me es el octavo álbum de estudio de la banda británica de rock Fleetwood Mac, publicado en 1973 a través de Reprise Records. Es el último disco con el guitarrista Bob Weston, luego de que fuera despedido en medio de la gira promocional. Además, es el primer trabajo que acerca al grupo a las radios mundiales y con ello acercó en algo al pop rock, que se vería con mayor éxito en los discos siguientes.
Como era la tónica hasta ese momento no entró en las listas musicales del Reino Unido, mientras que en los Estados Unidos obtuvo el puesto 67 en la lista Billboard 200. En 1976 se certificó con disco de oro en ese último país, luego de superar las 500 000 copias vendidas.
Dentro del listado de canciones, destacaron la versión de «For Your Love» de The Yardbirds y «Hypnotized», que se convirtió en un gran éxito entre las radios AOR a pesar de no haber sido lanzado como sencillo. Como dato dicha canción fue grabada en 1978 por la banda The Pointer Sisters para su disco Energy.

## Lista de canciones
| N.º | Título            | Escritor(es)            | Duración |  |
| 1.  | «Emerald Eyes»    | Welch                   | 3:37     |  |
| 2.  | «Believe Me»      | C. McVie                | 4:06     |  |
| 3.  | «Just Crazy Love» | C. McVie                | 3:22     |  |
| 4.  | «Hypnotized»      | Welch                   | 4:48     |  |
| 5.  | «Forever»         | Welch, Weston, J. McVie | 4:04     |  |
| 6.  | «Keep on Going»   | Welch                   | 4:05     |  |
| 7.  | «The City»        | Welch                   | 3:35     |  |
| 8.  | «Miles Away»      | Welch                   | 3:47     |  |
| 9.  | «Somebody»        | Welch                   | 5:00     |  |
| 10. | «The Way I Feel»  | C. McVie                | 2:46     |  |
| 11. | «For Your Love»   | Graham Gouldman         | 3:44     |  |
| 12. | «Why»             | C. McVie                | 4:56     |  |

## Músicos
- Bob Welch: voz y guitarra
- Bob Weston: guitarra, slide y coros
- Christine McVie: teclados y voz
- John McVie: bajo
- Mick Fleetwood: batería